# Bellegarde (Tarn)
Bellegarde (okzitanisch: Bèlagarda) war eine französische Gemeinde mit zuletzt 441 Einwohnern (Stand: 1. Januar 2013) im Département Tarn in der Region Okzitanien (vor 2016: Midi-Pyrénées). Bellegarde gehörte zum Arrondissement Albi und zum Kanton Le Haut Dadou (bis 2015: Kanton Villefranche-d’Albigeois). Bellegarde ist ein Ortsteil der Gemeinde Bellegarde-Marsal. 
Die Gemeinde Bellegarde war am 1. Januar 2016 mit Marsal zur neuen Gemeinde Bellegarde-Marsal zusammengeschlossen.

## Lage
Bellegarde liegt etwa acht Kilometer ostsüdöstlich von Albi. 
Umgeben wurde die Gemeinde Bellegarde von den Nachbargemeinden Marsal im Norden, Villefranche-d’Albigeois im Osten, Mouzieys-Teulet im Süden, Fréjairolles im Südwesten sowie Cambon im Westen. 

## Bevölkerungsentwicklung
| Jahr                      | 1962 | 1968 | 1975 | 1982 | 1990 | 1999 | 2006 | 2012 |
| Einwohner                 | 305  | 290  | 287  | 355  | 335  | 318  | 376  | 434  |
| Quelle: Cassini und INSEE |      |      |      |      |      |      |      |      |

## Sehenswürdigkeiten
- Kirche Saint-Benoît aus dem 19. Jahrhundert